# Atemajac de Brizuela
Atemajac de Brizuela es una localidad mexicana, cabecera del municipio homónimo situada en el estado de Jalisco, dentro de la región Lagunas.

## Geografía

### Localización
La localidad de Atemajac de Brizuela se localiza en el centro-sur del municipio de Atemajac de Brizuela, en el estado de Jalisco. Se encuentra a una altura media de 2308 m s. n. m.

### Clima
El clima predominante en Atemajac de Brizuela es el templado subhúmedo con lluvias en verano. Tiene una temperatura media anual de 15.6 °C y una precipitación media anual de 928.9 milímetros.
| Parámetros climáticos promedio de Atemajac de Brizuela | Parámetros climáticos promedio de Atemajac de Brizuela | Parámetros climáticos promedio de Atemajac de Brizuela | Parámetros climáticos promedio de Atemajac de Brizuela | Parámetros climáticos promedio de Atemajac de Brizuela | Parámetros climáticos promedio de Atemajac de Brizuela | Parámetros climáticos promedio de Atemajac de Brizuela | Parámetros climáticos promedio de Atemajac de Brizuela | Parámetros climáticos promedio de Atemajac de Brizuela | Parámetros climáticos promedio de Atemajac de Brizuela | Parámetros climáticos promedio de Atemajac de Brizuela | Parámetros climáticos promedio de Atemajac de Brizuela | Parámetros climáticos promedio de Atemajac de Brizuela | Parámetros climáticos promedio de Atemajac de Brizuela |
| Mes                                                    | Ene.                                                   | Feb.                                                   | Mar.                                                   | Abr.                                                   | May.                                                   | Jun.                                                   | Jul.                                                   | Ago.                                                   | Sep.                                                   | Oct.                                                   | Nov.                                                   | Dic.                                                   | Anual                                                  |
| ------------------------------------------------------ | ------------------------------------------------------ | ------------------------------------------------------ | ------------------------------------------------------ | ------------------------------------------------------ | ------------------------------------------------------ | ------------------------------------------------------ | ------------------------------------------------------ | ------------------------------------------------------ | ------------------------------------------------------ | ------------------------------------------------------ | ------------------------------------------------------ | ------------------------------------------------------ | ------------------------------------------------------ |
| Temp. máx. abs. (°C)                                   | 29.0                                                   | 29.0                                                   | 32.0                                                   | 32.0                                                   | 48.0                                                   | 34.0                                                   | 30.0                                                   | 30.0                                                   | 29.5                                                   | 29.5                                                   | 29.5                                                   | 29.0                                                   | 48.0                                                   |
| Temp. máx. media (°C)                                  | 19.4                                                   | 20.6                                                   | 22.7                                                   | 25.1                                                   | 27.1                                                   | 25.0                                                   | 22.7                                                   | 22.3                                                   | 21.7                                                   | 21.2                                                   | 20.5                                                   | 19.4                                                   | 22.3                                                   |
| Temp. media (°C)                                       | 12.3                                                   | 13.3                                                   | 15.0                                                   | 17.2                                                   | 19.1                                                   | 18.4                                                   | 17.1                                                   | 16.8                                                   | 16.3                                                   | 15.4                                                   | 14.0                                                   | 12.6                                                   | 15.6                                                   |
| Temp. mín. media (°C)                                  | 5.2                                                    | 6.0                                                    | 7.4                                                    | 9.3                                                    | 11.0                                                   | 11.9                                                   | 11.5                                                   | 11.3                                                   | 11.0                                                   | 9.5                                                    | 7.4                                                    | 5.8                                                    | 8.9                                                    |
| Temp. mín. abs. (°C)                                   | -2.0                                                   | -2.0                                                   | 0.0                                                    | 3.0                                                    | 5.5                                                    | 7.0                                                    | 8.0                                                    | 7.0                                                    | 7.0                                                    | 1.0                                                    | 0.0                                                    | -0.1                                                   | -2.0                                                   |
| Precipitación total (mm)                               | 29.2                                                   | 13.4                                                   | 9.2                                                    | 13.7                                                   | 42.6                                                   | 176.6                                                  | 203.1                                                  | 170.0                                                  | 144.2                                                  | 78.9                                                   | 27.1                                                   | 20.9                                                   | 928.9                                                  |
| Días de precipitaciones (≥ 1 mm)                       | 2.3                                                    | 1.6                                                    | 1.3                                                    | 1.5                                                    | 5.0                                                    | 15.0                                                   | 18.3                                                   | 15.7                                                   | 13.8                                                   | 8.1                                                    | 3.0                                                    | 2.4                                                    | 88.0                                                   |
| Fuente: Servicio Meteorológico Nacional                |                                                        |                                                        |                                                        |                                                        |                                                        |                                                        |                                                        |                                                        |                                                        |                                                        |                                                        |                                                        |                                                        |

## Demografía
De acuerdo con el Censo de Población y Vivienda realizado en marzo de 2020 por el Instituto Nacional de Estadística y Geografía (INEGI), en Atemajac de Brizuela había un total de 6434 habitantes, 3266 mujeres y 3168 hombres. El número total de viviendas habitadas en la localidad es de 1490.

### Evolución demográfica
| Gráfica de evolución demográfica de Atemajac de Brizuela entre 1900 y 2020 |
|                                                                            |
| Fuente: Instituto Nacional de Estadística y Geografía                      |